# Моффет (Оклахома)
Моффет (англ. Moffett) — місто (англ. town) в США, в окрузі Секвоя штату Оклахома. Населення — 38 осіб (2020).

## Географія
Моффет розташований за координатами 35°23′24″ пн. ш. 94°26′46″ зх. д. / 35.39000° пн. ш. 94.44611° зх. д. (35.389966, -94.446190).  За даними Бюро перепису населення США в 2010 році місто мало площу 1,78 км², з яких 1,76 км² — суходіл та 0,03 км² — водойми.

## Демографія
Згідно з переписом 2010 року, у місті мешкало 128 осіб у 46 домогосподарствах у складі 33 родин. Густота населення становила 72 особи/км².  Було 69 помешкань (39/км²).
Расовий склад населення:
| - 60,2 % — білих - 22,7 % — чорних або афроамериканців - 7,8 % — корінних американців - 1,6 % — осіб інших рас |

До двох чи більше рас належало 7,8 %. Частка іспаномовних становила 2,3 % від усіх жителів.
За віковим діапазоном населення розподілялося таким чином: 25,8 % — особи молодші 18 років, 62,5 % — особи у віці 18—64 років, 11,7 % — особи у віці 65 років та старші. Медіана віку мешканця становила 37,7 року. На 100 осіб жіночої статі у місті припадало 100,0 чоловіків;  на 100 жінок у віці від 18 років та старших — 106,5 чоловіків також старших 18 років.
Середній дохід на одне домашнє господарство  становив 41 932 долари США (медіана — 30 625), а середній дохід на одну сім'ю — 42 158 доларів (медіана — 30 625). За межею бідності перебувало 29,7 % осіб, у тому числі 39,3 % дітей у віці до 18 років та 17,6 % осіб у віці 65 років та старших.
Цивільне працевлаштоване населення становило 49 осіб. Основні галузі зайнятості: виробництво — 32,7 %, мистецтво, розваги та відпочинок — 22,4 %, роздрібна торгівля — 16,3 %, транспорт — 12,2 %.